# Agerhumle
Agerhumle ( Bombus pascuorum ) er én af vore mest almindelige humlebiarter. Den findes på så at sige alle åbne biotoper, både de helt urørte (skovbryn, krat og gravhøje), de ekstensivt dyrkede som (overdrev, heder og klitter) og de intensivt dyrkede (haver, parker og frugtplantager).
Arten er meget væsentlig for bestøvningen af en lang række vilde og dyrkede planter, hvis blomster har langt kronrør. I modsætning til andre humlebiarter har den så lang en snabel, at den ikke fristes til at bide hul i blomsten, så den får adgang til nektaren uden om støvdragere/støvfang.
Arten er kendt for at foretrække steder som musehuller til at bygge bo i, men  velegnet er også et insekthotel.